# 泰寮友誼大橋
泰寮友誼大橋是泰國和老撾邊境界河湄公河上的一座公路鐵路兩用橋，连接泰国廊開府廊開市與老撾首都萬象，全長1,170米，有兩條闊3.5米的公路車道，兩條闊1.5米的行人路和一条连接泰国东北线的米轨鐵路線。

## 外部連結
- Eastern and Oriental Express （页面存档备份，存于）

17°52′42″N 102°42′56″E / 17.87833°N 102.71556°E